# Осипов, Андрей Викторович
Андре́й Ви́кторович О́сипов (род. 6 марта 1983) — российский легкоатлет, специалист по бегу на средние дистанции. Выступал на профессиональном уровне в 2002—2012 годах, чемпион России эстафете 4 × 800 метров в помещении и в эстафете 4 × 1500 метров, серебряный призёр чемпионата России на дистанции 1500 метров, обладатель Кубка России, победитель и призёр первенств всероссийского значения. Представлял Москву и Орловскую область.

## Биография
Андрей Осипов родился 6 марта 1983 года. Занимался лёгкой атлетикой под руководством тренеров Сергея Дмитриевича Епишина и Аркадия Семёновича Розенберга.
Впервые заявил о себе на всероссийском уровне в сезоне 2002 года, когда в беге на 1500 метров занял шестое место на чемпионате России среди юниоров в Казани.
В 2003 году выиграл бронзовую медаль на Мемориале Владимира Куца в Москве, выступил на взрослом чемпионате России в Туле.
В 2004 году в дисциплине 800 метров стал бронзовым призёром на молодёжном чемпионате России в помещении в Москве.
В 2005 году выиграл серебряные медали на молодёжном всероссийском первенстве в Туле, на Мемориале братьев Знаменских в Казани, на Мемориале Куца в Москве и на Кубке России в Туле, тогда как на чемпионате России в Туле в беге на 1500 метров закрыл десятку сильнейших.
В 2006 году был четвёртым на зимнем чемпионате России в Москве, получил серебро на международном турнире в испанском Палафружеле и на Мемориале братьев Знаменских в Жуковском, взял бронзу на Кубке России в Туле, финишировал шестым на летнем чемпионате России в Туле.
В 2007 году на зимнем чемпионате России в Волгограде стал седьмым в зачёте бега на 1500 метров и вместе с московской командой одержал победу в эстафете 4 × 800 метров. Помимо этого, был шестым на Мемориале Знаменских в Жуковском, седьмым на Кубке России в Туле, восьмым на летнем чемпионате России в Туле, выиграл серебряную медаль на Мемориале Куца в Москве.
В 2008 году среди прочего завоевал серебряные награды на чемпионате Москвы и на Мемориале братьев Знаменских в Жуковском, был пятым на Кубке России в Туле, а на чемпионате России в Казани в финал не вышел.
В 2009 году бежал 800 и 1500 метров на зимнем чемпионате России в Москве. На летнем чемпионате России в Чебоксарах в дисциплине 1500 метров стал серебряным призёром, уступив лишь Ивану Тухтачёву. На Кубке России в Туле превзошёл всех соперников и завоевал золото.
В 2010 году был десятым на зимнем чемпионате России в Москве. На чемпионате России по эстафетному бегу в Сочи с московской командой победил в эстафете 4 × 1500 метров.
В 2011 году стартовал в дисциплинах 800 и 1500 метров на чемпионате России в Чебоксарах.
Завершил спортивную карьеру по окончании сезона 2012 года.